# Wasilij Szestakow
Wasilij Iwanowicz Szestakow (ros. Васи́лий Ива́нович Шестако́в, ur. 24 grudnia 1891 w Kadomie w guberni tambowskiej, zm. 14 września 1956 w Moskwie) – radziecki polityk, ludowy komisarz przemysłu lekkiego ZSRR (1937-1939).

## Życiorys
W 1910 skończył szkołę rzemieślniczą w Moskwie, pracował jako ślusarz w Moskwie i Piotrogrodzie, w 1914 wstąpił do SDPRR(b), po rewolucji lutowej przewodniczący komitetu zakładowego pracowni Piotrogrodzkiego Instytutu Technologicznego i zastępca przewodniczącego drugiej rady miejskiej w Piotrogrodzie, w latach 1917-1918 towarzysz przewodniczącego Komitetu Wykonawczego Rady Taganroskiej. W latach 1918–1920 kierownik kadomskiego wydziału edukacji ludowej, przewodniczący powiatowego komitetu pracy w Tiemnikowie, w latach 1920-1921 przewodniczący powiatowego komitetu RKP(b) w Tiemnikowie, w latach 1921-1922 sekretarz odpowiedzialny powiatowego komitetu RKP(b) w Morszansku, w latach 1922-1924 przewodniczący tambowskiej gubernialnej rady związków zawodowych, w latach 1924-1926 przewodniczący rady związków zawodowych w Piatigorsku, w latach 1926-1927 sekretarz komitetu WKP(b) zakładu proletariackiego w Leningradzie. W latach 1927–1929 zastępca dyrektora zakładu metalurgicznego im. Stalina w Leningradzie, w latach 1929-1931 zastępca przewodniczącego Komitetu Wykonawczego Leningradzkiej Rady Obwodowej. Od 13 grudnia 1931 przewodniczący Miejskiej Komisji Kontrolnej WKP(b) w Leningradzie, później przewodniczący Obwodowej Komisji Kontrolnej WKP(b) w Leningradzie, między 1934 a 1935 zastępca kierownika Wydziału Przemysłowego KC WKP(b), w 1935 kierownik Wydziału Przemysłowo-Transportowego Leningradzkiego Komitetu Obwodowego WKP(b), między 1935 a 1936 sekretarz Leningradzkiego Komitetu Obwodowego WKP(b). Od 1936 do lutego 1937 sekretarz Leningradzkiego Komitetu Miejskiego WKP(b), od 14 lutego do 27 września 1937 przewodniczący Rady Miejskiej Leningradu, od września 1937 do stycznia 1939 ludowy komisarz przemysłu lekkiego ZSRR, w latach 1939-1942 szef Głównego Zarządu Inżynierii Poligraficznej Ludowego Komisariatu Budowy Maszyn Ogólnych/Uzbrojenia Moździerzowego ZSRR. Od lipca 1942 do października 1944 szef III Zarządu Głównego Ludowego Komisariatu Uzbrojenia Moździerzowego ZSRR, od października 1944 do lutego 1946 szef I Głównego Zarządu Ludowego Komisariatu Uzbrojenia Moździerzowego ZSRR, od lutego 1946 do kwietnia 1953 szef Głównego Zarządu Budowy Sprzętu dla Przemysłu Tekstylnego i Lekkiego Ludowego Komisariatu/Ministerstwa Budowy Maszyn i Przyrządów ZSRR, od kwietnia 1953 do października 1954 dyrektor Instytutu Naukowo-Badawczego Budowy Maszyn Tekstylnych i Lekkich Ministerstwa Budowy Maszyn ZSRR, następnie na emeryturze. Deputowany do Rady Najwyższej ZSRR 1 kadencji.

## Odznaczenia
- Order Lenina
- Order Czerwonego Sztandaru Pracy
- Order Wojny Ojczyźnianej I klasy
- Order „Znak Honoru”